# Jack the Giant Killer (film)
Jack the Giant Killer – amerykański film fabularny powstały w 1962 roku. Oparty został na baśni pod tym samym tytułem.

## Obsada
Źródło:.
- Kerwin Mathews – Jack
- Judi Meredith – księżniczka Elaine

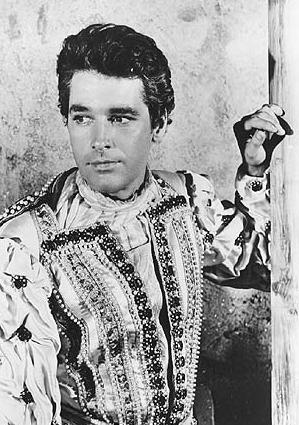
Kerwin Mathews w roli Jacka.

- Torin Thatcher – Pendragon
- Walter Burke – Garna
- Roger Mobley – Peter
- Anna Lee jako Lady Constance

## Produkcja

### Tło
W połowie lat 50. XX wieku animator Ray Harryhausen próbował sprzedać swój pomysł na realizację filmu fantasy z animowanymi lalkowo potworami (technika Dynamation) w oparciu o opowieści o Sindbadzie Żeglarzu. Jednym z producentów, z którym próbował rozmawiać był Edward Small, który nie okazał zainteresowania projektem Harryhausena.
Ostatecznie projektem zainteresował się producent Columbia Pictures Charles H. Schneer. Z projektu powstała Siódma podróż Sindbada (1958), która odniosła niespodziewany sukces, przynosząc wytwórni dochód w wysokości pół miliona dolarów. Small widząc sukces Siódmej podróży Sindbada i umiarkowany dochód ze swojego Świadka oskarżenia (1957), postanowił nadrobić zaprzepaszczoną okazję tworząc podobny film fantasy.

### Produkcja
Small skontaktował się z reżyserem Siódmej podróży Sindbada Nathanem Juranem. Zatrudnił scenarzystę Orville’a Hamptona i poprosił ich o adaptację baśni, która byłaby wykonana w podobnej technice. Zdecydowano się na „Jacka pogromcę olbrzymów” z walijskich i wczesno angielskich legend, Hampton pisząc scenariusz celowo nawiązywał do Sinbada z Siódmej podróży Sindbada. Jack the Giant Killer w zamyśle Smalla miał być bardziej wystawny i rewelacyjny niż Siódma podróż Sindbada, przynosząc jeszcze większe zyski. 
Do roli Jacka zatrudniono Kerwina Mathewsa, który grał tytułowego bohatera w Siódmej podróży Sindbada, a do roli złoczyńcy Torina Thatchera (rola Sakuraha w Siódmej…). 
Juran polecił na kierownika fotografii Davida S. Horsleya, byłego szefa działu efektów specjalnych w Universal Pictures, który pracował na własny rachunek od czasu nakręcenia filmu This is Island Earth (1955). Do pracy nad efektami wybrano Howarda Andersona, niezależnego specjalistę od efektów, pracujący już wcześniej dla Smalla. Anderson z kolei zlecił podwykonawstwo usług firmie Project Unlimited, której jedynym zadaniem było dostarczenie miniatur, rekwizytów i animowanych kukieł.
Small postanowił nakręcić sceny plenerowe na wyspie Santa Catalina Island i Przesmyku Avalon u wybrzeży Kalifornii. Wynajął barkę wojskową o długości 150 stóp (46 m), umieszczając na niej scenografie statków, generatory i całą ekipę produkcyjną. Zdjęcia trwały przez większość lipca 1960 roku, kończąc się w pierwszym tygodniu sierpnia. Same zdjęcia na Catalinie zajęły 15 dni, tydzień spędzono na kręceniu wnętrz zbudowanych na dwóch scenach studia Goldwyn Studio, kolejny tydzień spędzono na filmowaniu zewnętrza zamku, wykorzystując stojące dekoracje na terenie studia Universal.
David S. Horsley wybrał na swojego kamerzystę Phila Kellisona, który pracował na własny rachunek jako technik efektów optycznych dla Jacka Rabina i Howarda Andersona.
Prace nad efektami trwały od września 1960 roku do lipca 1961 roku.

### Problemy
W trakcie prac nad filmem Small zaczął podejrzewać, że budżet może być większy niż zaplanowany. Nie było osoby zarządzającej, dbającej o maksymalne wykorzystanie zasobów i narzucającej techniczną wizję – takiej jaką był Harryhausen przy produkcji Siódmej podróży Sindbada. Opracowana przez Harryhausena technika „Dynamation” nie była dobrze znana w Hollywood.
Pod względem technicznym jednym z problemów był plan Smalla, aby film trafił zarówno do kin, jak i telewizji. Mając to na uwadze, poinstruował Stana Horsleya, aby oświetlał sceny w taki sposób, żeby film dobrze wypadł zarówno na ekranie kinowym, jak i w odbiorniku telewizyjnym. Horsley oświetlał i kadrował więc sceny z myślą o ograniczeniach telewizyjnych, co wpływało negatywnie m.in. na atmosferę filmu, której reżyser Juran poszukiwał. Jak wspominał Kellison: „zamek Pendragona miał być ponurym, mrocznym, budzącym grozę miejscem. Stan nie pozwalał, aby poziom kontrastu spadł, co sprawiłoby, że zamek wyglądałby ponuro i złowrogo. Wyglądał raczej jak dobrze oświetlona sala taneczna z tymi wszystkimi stworami dookoła. Cała atmosfera zniknęła”. Kellison wspominał także, iż w tamtym czasie wiedza o filmach telewizyjnych była bardzo ograniczona: „Problem w tym, że nie jestem pewien, czy film mógłby być w ogóle pokazany w telewizji, kiedy go kręcił. (…) To, co robił Stan, było dokładnie tym, czego nie powinno się robić, czyli kompromisować pomiędzy »filmem do kin« a »filmem do telewizji«. Ostatecznie nie przysłużył się żadnemu z tych mediów”.
Kiedy Edward Small zwrócił się do Howarda Andersona z propozycją realizacji Jacka, ten akurat przebywał na terenie studia RKO Pictures, gdzie znalazł oryginalne lalki z filmu King Konga (1933), leżące w magazynie rekwizytów, z rozkładającą się gumą. Armatury Konga zostały rozebrane i przerobione na potrzeby Syna King Konga (1933). Od tego czasu nie były używane. Anderson, jego scenograf Louis MacManus i Phil Kellison postanowili odbudować lalki. MacManus zaprojektował nowe postacie, pasujące do armatur, co jest jednym z powodów dlaczego potwory wyglądały jak poszerzone giganty. Kellison ku swojemu rozczarowaniu odkrył, że armatury były zbyt przestarzałe. Mechaniczne wykonanie było zbyt prymitywne, a większość części nosiła ślady zużycia. Anderson zdając sobie sprawę, że rozpoczęcie pracy od zera wymagałoby znacznego nakładu pracy, a specjalizując się w efektach fotograficznych nie czuł się do tego kompetentny. Nie chcąc tracić na szukaniu odpowiednich animatorów w Hollywood, zlecił budowę lalek i prac związanych z ich animacją Project Unlimited, które miało w tym doświadczenie. Kellison, który miał doświadczenie w animacji lalkowej, m.in. przy Dinosaurus! (1960), został mianowany przez Andersona odpowiedzialnym za zdjęcia poklatkowe. Bracia Marcel i Victor Delgado pracowali nad nowymi armaturami, zaś Wah Chang wymodelował ciała na podstawie szkiców Louisa MacManusa.
Miniaturowa projekcja tylna była nieustannie brana pod uwagę w przypadku Jack the Giant Killer, ale Project Unlimited nie posiadało do tego projektorów. Przy Dinosaurus! (1960) używali starego projektora Acme, wykonując szereg miniaturowych ujęć reprojekcyjnych, które były bardzo słabej jakości. Zaś we Władcach świata (1961) te urządzenia były dostarczone przez niezależnego specjalistę od procesów, Billa Hansarda. Początkowo więc Anderson i Kellison rozważali zastosowanie maski travelling matte w podczerwieni do łączenia animacji lalek z tłem. W przeciwieństwie do procesu Dynamation, modele miały być wkomponowane w scenę. System opracowany przez Cascade Pictures okazał się nieodpowiedni ze względów technicznych, zdecydowano się więc na projekcję tylną. Po odnalezieniu w magazynach RKO Pictures projektorów poklatkowych, zbudowanych przez Harry'ego Cunninghama do Mighty Joe Young (1949), Anderson w ramach umowy zakupił trzy takie projektory, instalując je w Project Unlimited. Ponieważ projektory były zbudowane do filmu czarno-białego, musiały zostać przerobione do pracy z kolorem. Wes Thompson przerobił je tak dobrze, że później jeden z projektorów został sprzedany Harryhausenowi. 
Animację poklatkową wykonywał m.in. młody pracownik Project Unlimited (zatrudniony tam w wieku 20 lat), Jim Danforth. Danforth najwięcej rozumiał z ekipy filmowej na czym polegała technika Dynamation, gdyż jako nastolatek odwiedził Harryhausena, w tym jego warsztat, widząc ustawienia do tej techniki. Studiował także kadry z To przyszło z głębin morza (1955) i 20 milionów mil do Ziemi (1957).
Początkowo ważną rolę miały odgrywać duchy i wiedźmy. Każda z nich miała swoje konkretne imię oraz maskę stworzoną przez Charlesa Gemorę, znanego hollywoodzkiego charakteryzatora. Jednak z powodu problemów technicznych powstałych przez narzucony przez Smalla kierunek artystyczny, ostatecznie zdecydowano się z nich zrezygnować, wycinając ich sceny (w filmie w jednym ujęciu widać dziwną postać za Kerwinem Mathewsem). Aby wizualnie poprawić duchy w scenach, których nie można było usunąć, Andersonowi dodano nową jednostkę, składająca się z renomowanych artystów Walta Disneya, co zwiększyło budżet o ponad 50 tys. dolarów. Poświęcono setki roboczogodzin na tworzenie nakładek z ręcznie animowanymi iskrami. Paradoksalnie te efekty okazały się najbardziej ciekawe ze wszystkich efektów w całym filmie. Jednostce przewodził Boyd Vaughn ze swoim bratem Lloydem. W skład zespołu wchodzili również animatorzy Disneya: Dan MacManus i Nancy Van Raenseller (rotoskopistka).
Zamek Pendragona został zbudowany jako 10-stopowa wisząca makieta w warsztacie rekwizytów w Project Unlimited. Przetransportowano go na wyspę Catalina, gdzie zamontowano go blisko kamery, wyrównano z naturalnym terenem i sfotografowano w jasnym świetle słonecznym, wraz z występującymi w oddali aktorami. Co więcej, kamera mogła się wokół niego obracać, eliminując potrzebę komponowania oddzielnych ujęć.
W trakcie pracy ktoś z ekipy uświadomił sobie, że w scenariuszu jest fragment, gdzie Jack odwraca się i patrzy, jak zamek Pendragona zapada się w morze. Louis MacManus wpadł na pomysł, by wrzucić fragment miniatury zbiornika. Jednak Small w ogóle nie zaakceptował tego pomysłu. Ekipa zmuszona była przygotować solidnie zbudowany zamek jako konstrukcję do rozpadania się. Został częściowo rozcięty i ponownie złożony. Wykonano również kilka dużych łuków, które miały się specjalnie zawalić. Następnie zatrudniono Augie Lohmana, eksperta od efektów mechanicznych, aby sprawił, że się rozpadną.  Nałożono całość na niebieskie lub czarne tło, aby w postprodukcji można było umieścić za nim prawdziwe niebo. Small ostrzegł jednak, że zamek ma się rozpadać, a nie wybuchać. Za pierwszym razem Augie użył Primacordu. Jednak konstrukcja zamiast rozpaść się, eksplodowała ku przerażeniu ekipy, jako że miniatura zamku była jedynym takim rekwizytem. Twórcy zmuszeni byli więc zbudować całość od nowa, jednak za drugim razem nadal wyglądało to jak eksplozja. Kellison wspominał, że gdyby zamek był zaplanowany jako konstrukcja do rozpadania się, uniknęliby „męki przewożenia dziesięciostopowej solidnej struktury na wyspę Catalina”.